# Fuad Rouhani
Fuad Rouhani (* 23. Oktober 1907 in Teheran; † 30. Januar 2004 in London, England) war ein iranischer Diplomat sowie erster Generalsekretär der OPEC.

## Leben
Rouhani arbeitete erst in der vom Vereinigten Königreich kontrollierten Erdölindustrie Persiens, ehe er mit Hilfe eines Stipendiums ein Studium der Rechtswissenschaft an der Universität London absolvieren konnte, um danach als Rechtsanwalt zu arbeiten.
Später wurde er Regierungsbeamter und beriet die iranische Regierung 1951 bei der Verstaatlichung der iranischen Ölindustrie, die zur Nationalisierung der Anglo-Persian Oil Company (APOC) führte. Später war er Berater von Schah Mohammad Reza Pahlavi in Erdöl-Angelegenheiten.
Nach der Gründung der OPEC und der Einrichtung von deren Sitz in Genf wurde er am 21. Januar 1961 zum ersten Generalsekretär der OPEC gewählt, übernahm damit den höchsten Verwaltungsposten innerhalb der Organisation und sah sich anfangs insbesondere mit der Vermittlung zwischen den einzelnen Mitgliedstaaten befasst. Einige Staats- und Regierungschefs der erdölproduzierenden Länder favorisierten dabei einen aggressiven Verhandlungsstil gegenüber den multinationalen Mineralölunternehmen, der auch politische und islamisch religiöse Ansichten beinhalten sollte. Rouhani zog andererseits einen eher moderaten, nicht-ideologischen Ansatz vor und trug dazu bei, dass der Iran einem radikal-arabischen Einfluss innerhalb der OPEC zuvorkommen konnte. Nach dem Ende seiner Wahlzeit folgte ihm am 1. Mai 1964 der Iraker Abdul Rahman al-Bazzaz im Amt des Generalsekretärs der OPEC.
Danach war er ein Jahr als Gastprofessor für iranische Studien an der Columbia University tätig. Im Anschluss war er zwischen 1965 und 1968 Generalsekretär der Regional Cooperation for Development (RCD), der Vorläuferorganisation der Organisation für wirtschaftliche Zusammenarbeit (ECO), und war damit maßgeblich an der Förderung der wirtschaftlichen Integration zwischen Iran, Pakistan und der Türkei befasst.
Nachdem im Zuge der Islamischen Revolution im Iran 1979 sein Haus und Vermögen beschlagnahmt wurde, ging er zunächst ins Exil nach Genf und dann nach London, wo er später verstarb.
Neben einer autobiografisch geprägten Geschichte der OPEC mit dem Titel A History of OPEC (1971) übersetzte er auch Werke Platons und Aischylos’ Die Perser in die persische Sprache.